# Akhenaton Silou
Akhenaton Silou (né le 13 juillet 1986 à Vitry-sur-Seine) est un athlète français, spécialiste du 400 m.
Il mesure 1,91 m pour 85 kg. Il appartient au club US Ivry (94).
Il a été demi-finaliste lors des Championnats d'Europe juniors et 5e du relais 4 × 400 m (2005). Il a remporté la médaille d'argent du relais lors des Jeux méditerranéens 2009. Sa meilleure performance est de 47 s 01. Le 24 juillet 2009, il réalise 47 s 14 aux Championnats de France.